# Personnage (jeu de rôle)
 (avril 2024).
Si vous disposez d'ouvrages ou d'articles de référence ou si vous connaissez des sites web de qualité traitant du thème abordé ici, merci de compléter l'article en donnant les références utiles à sa vérifiabilité et en les liant à la section « Notes et références ».
Pour les articles homonymes, voir Personnage.
En jeu de rôle, un personnage est selon les cas :
- l'alter ego du joueur (personnage joueur),
- l'un des figurants que manipule le meneur de jeu (personnage non-joueur).

Il se compose de deux parties, l'une purement technique, l'autre plus lyrique : le passé du personnage ou background.

## La partie technique
Elle rassemble les données chiffrées mesurant les capacités du personnages. Selon les jeux, ces données changent, mais la base reste souvent la même. Ainsi le couple caractéristiques/compétences revient souvent. Grosso modo, on peut le plus souvent distinguer :
- les caractéristiques (ce que le personnage est),
- les compétences (ce qu'il sait faire),
- la magie ou d'autres sources de pouvoirs extraordinaires,
- les traits (tout ce qui ne rentre pas dans le reste),
- divers compteurs (points de vie, de fatigue, de magie, de santé mentale...).

### Systèmes de création
Ces traits sont aussi générés différemment :
- certains systèmes de jeu demandent de tirer aux dès les capacités du personnage, et parfois même son passé, selon une procédure de création aléatoire ;
- d'autres proposent de répartir un nombre de points, c'est une création par budget ;
- il y a aussi des créations biographiques où le joueur choisit différentes étapes de la vie du personnage, chacune lui donnant de nouveaux traits ;
- dans certains cas, le joueur doit choisir un archétype ou une classe de personnage qui définit assez étroitement son héros, puis il doit le personnaliser un peu ;
- Ambre se distingue par une création de personnages aux enchères, qui a l'avantage de créer dès le départ une certaine émulation au sein du groupe, chacun essayant d'obtenir une bonne place ;
- Enfin, certains jeux se passent presque complètement de cette partie « chiffrée » et se concentrent sur la narration.

Cette partie va évoluer au fil des parties, le personnage va augmenter ses capacités et ainsi s'améliorer par expérience.
Dans le cas des personnages non-joueurs, le meneur de jeu n'a bien sûr pas à suivre totalement ces règles, il décide simplement de ce que sait faire sa marionnette, en s'aidant simplement des règles pour ne pas commettre d'incohérences.

## Lebackground
Dans de nombreux cas, le passé du personnage ne dépend que du bon vouloir du joueur ou du meneur de jeu. Pour certains joueurs, cette partie est plus importante que l'autre car elle donne la « ligne » pour interpréter le personnage.
Il arrive parfois (et de plus en plus souvent) que le passé du personnage donne ses caractéristiques, par exemple au Livre des cinq anneaux où l'on peut faire des tirages sur des tables d'héritage pour savoir si un ancêtre du héros a eu un comportement particulièrement notable.
À Hero Wars, on peut créer son personnage de façon entièrement narrative, le meneur de jeu déduit ensuite les caractéristiques de ce que le joueur a écrit.